# Dirty Rotten Filthy Stinking Rich
Dirty Rotten Filthy Stinking Rich é o álbum de estreia da banda Warrant, lançado em 1989.
O álbum tem estrondoso sucesso, com hits como "Heaven" (#2, 1989), "Down Boys" (#27, 1989) e "Sometimes She Cries" (#20, 1990).

## Faixas
1. "32 Pennies"
2. "Down Boys"
3. "Big Talk"
4. "Sometimes She Cries"
5. "So Damn Pretty (Should Be Against the Law)"
6. "D.R.F.S.R."
7. "In the Sticks"
8. "Heaven"
9. "Ridin' High"
10. "Cold Sweat"

## Desempenho nas paradas musicais
| Parada musical (1989)          | Melhor posição |
| ------------------------------ | -------------- |
| Canadá (RPM Top 100 Albums)    | 20             |
| Estados Unidos (Billboard 200) | 10             |

## Certificações
| País                  | Certificação | Data                  | Vendas certificadas |
| --------------------- | ------------ | --------------------- | ------------------- |
| Canadá (Music Canada) | Platina      | 7 de novembro de 1989 | 100,000             |
| Estados Unidos (RIAA) | 2× Platina   | 17 de janeiro de 1990 | 2,000,000           |